# Fenestel·la
Fenestel·la (en llatí Fenestella) va ser un historiador romà del temps d'August, que va aconseguir gran celebritat, i va viure aproximadament entre l'any 49 aC i el 21, quan hauria mort amb 70 anys.
El seu llibre principal portava per títol Annales en no menys de 22 llibres, i és mencionat per Asconi, Plini el Vell i Aulus Gel·li com a font. La informació era detallada, sobretot quan parlava d'assumptes de la ciutat de Roma, però no sempre acurada. Diomedes menciona un "Fenestellam in libro Epitomarum secundo" del que no existeix cap més referència. Jeroni d'Estridó diu que va escriure Carmina (que es podria referir a poesies en general i no a un títol) i històries.